# Condylactis gigantea
Condylactis gigantea är en havsanemonart som först beskrevs av Weinland 1860.  Condylactis gigantea ingår i släktet Condylactis och familjen Actiniidae. Inga underarter finns listade i Catalogue of Life.

## Bildgalleri

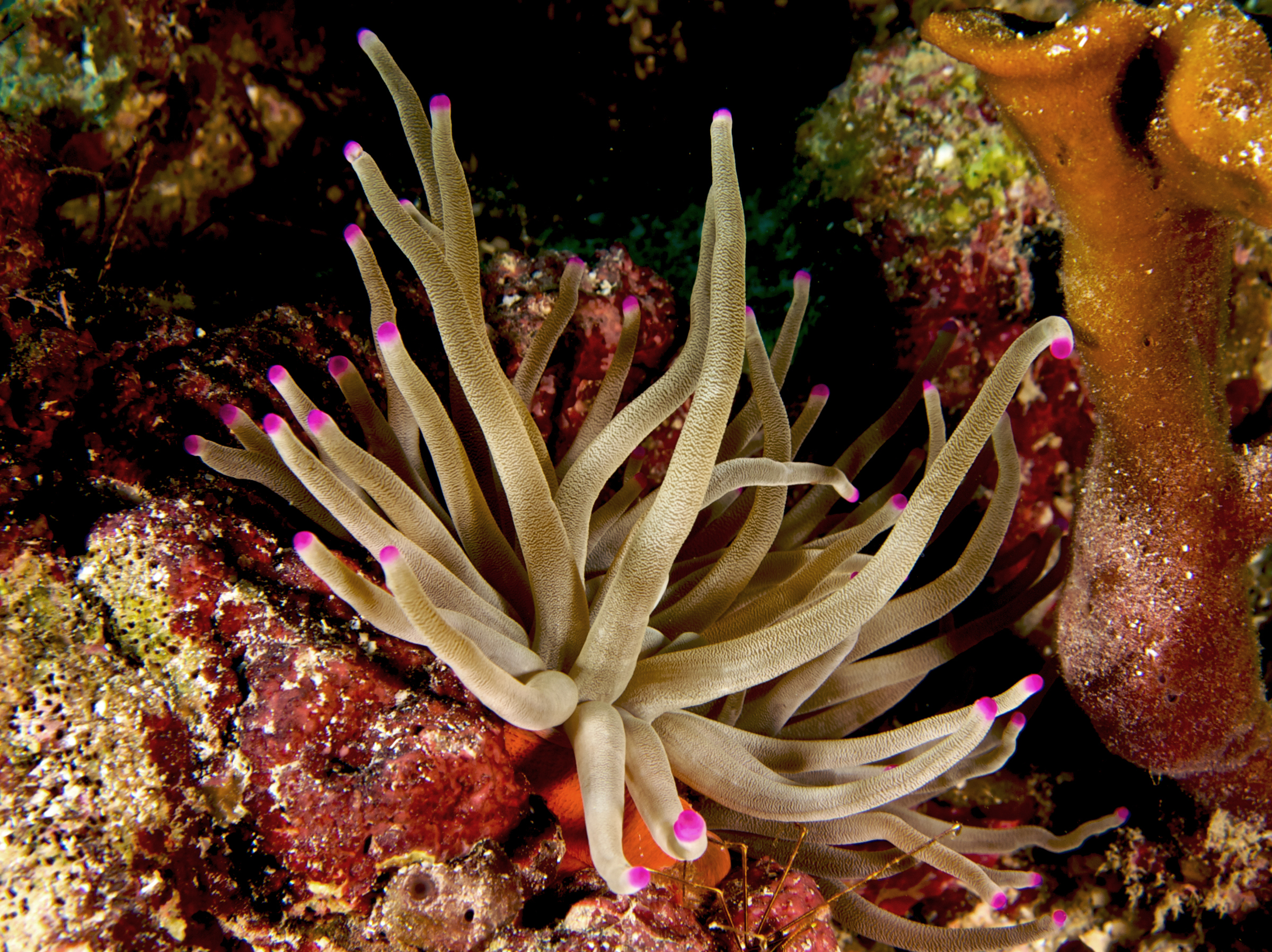
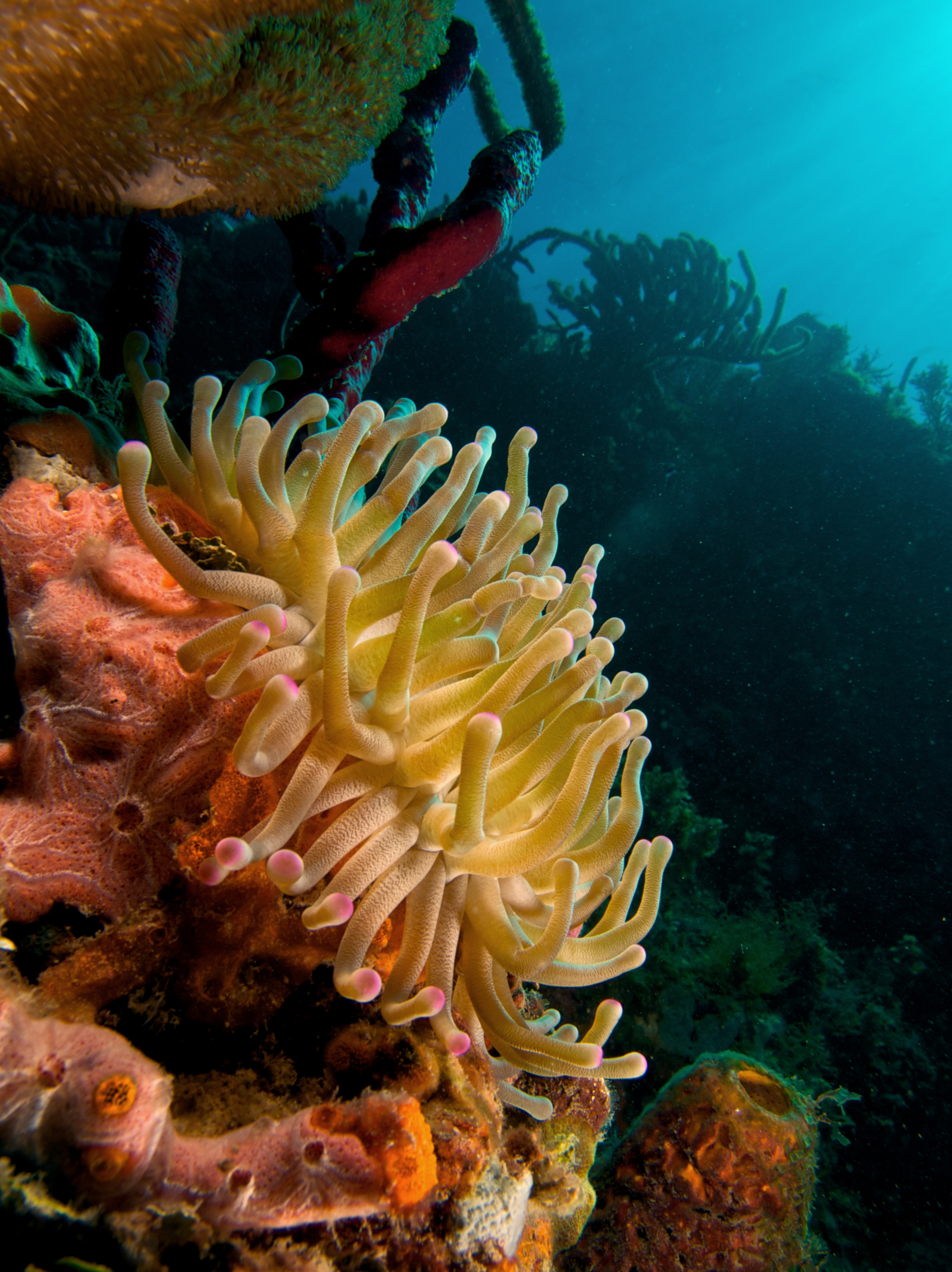
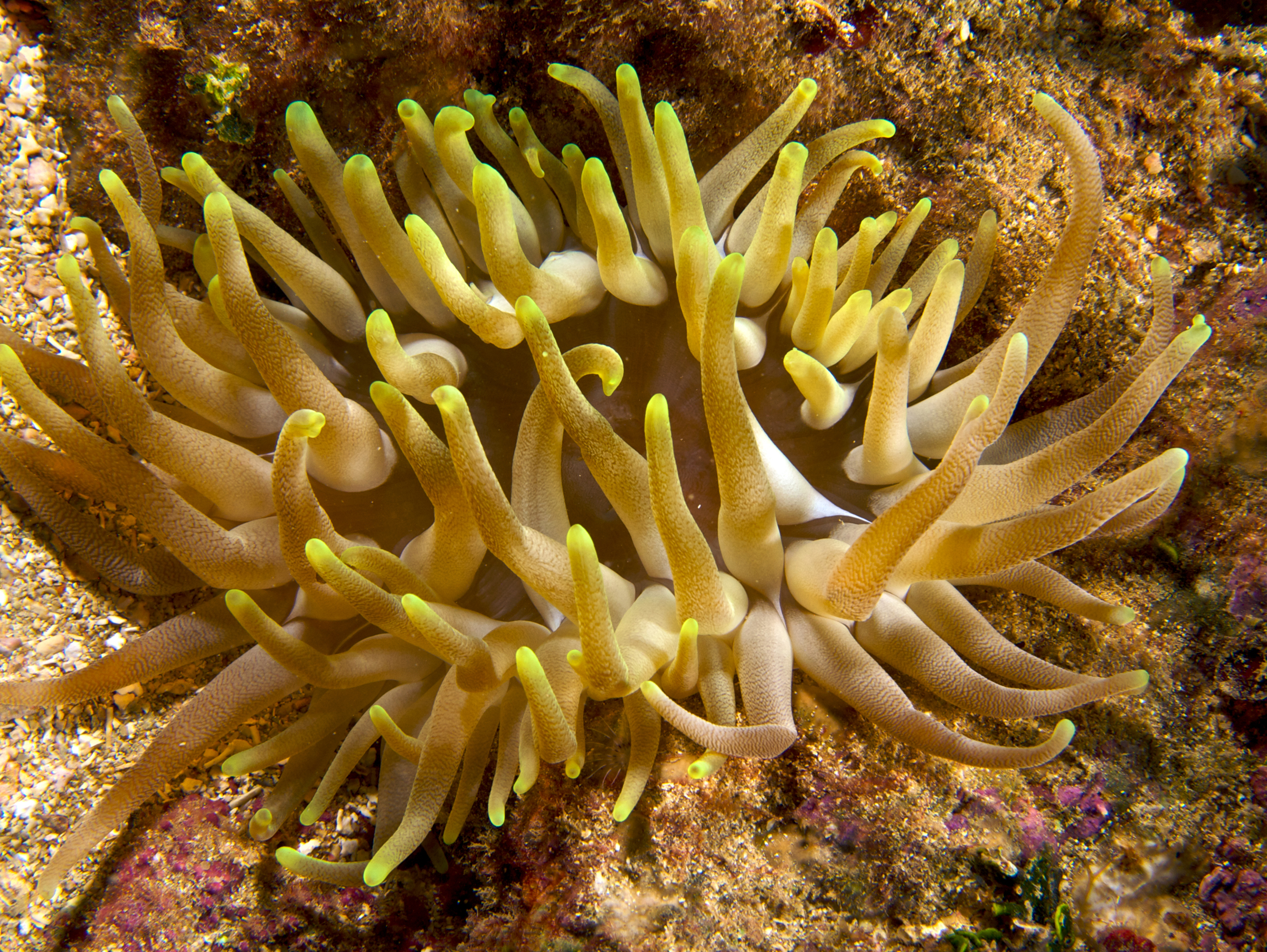
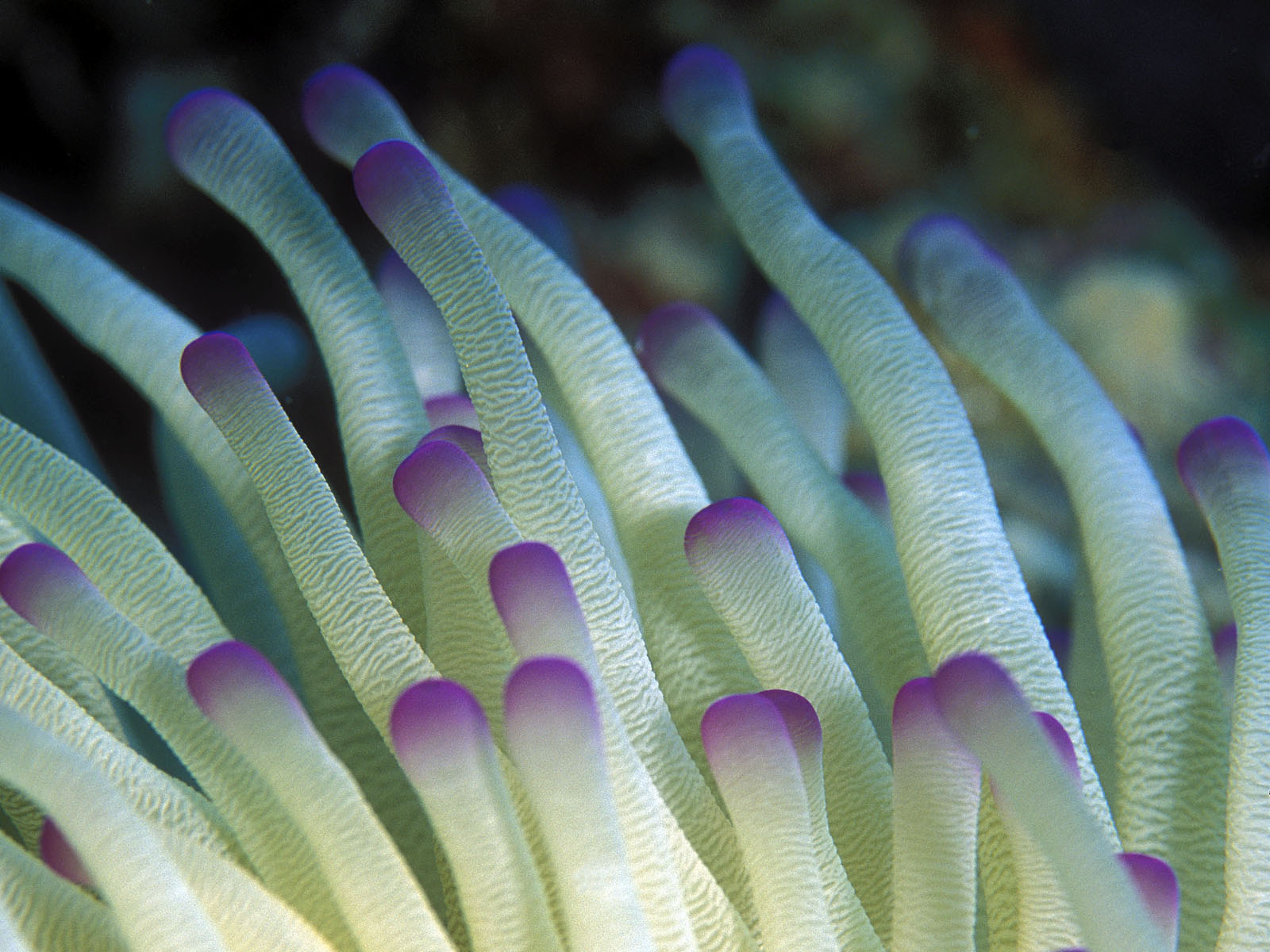
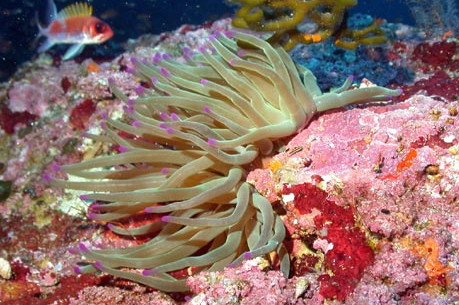
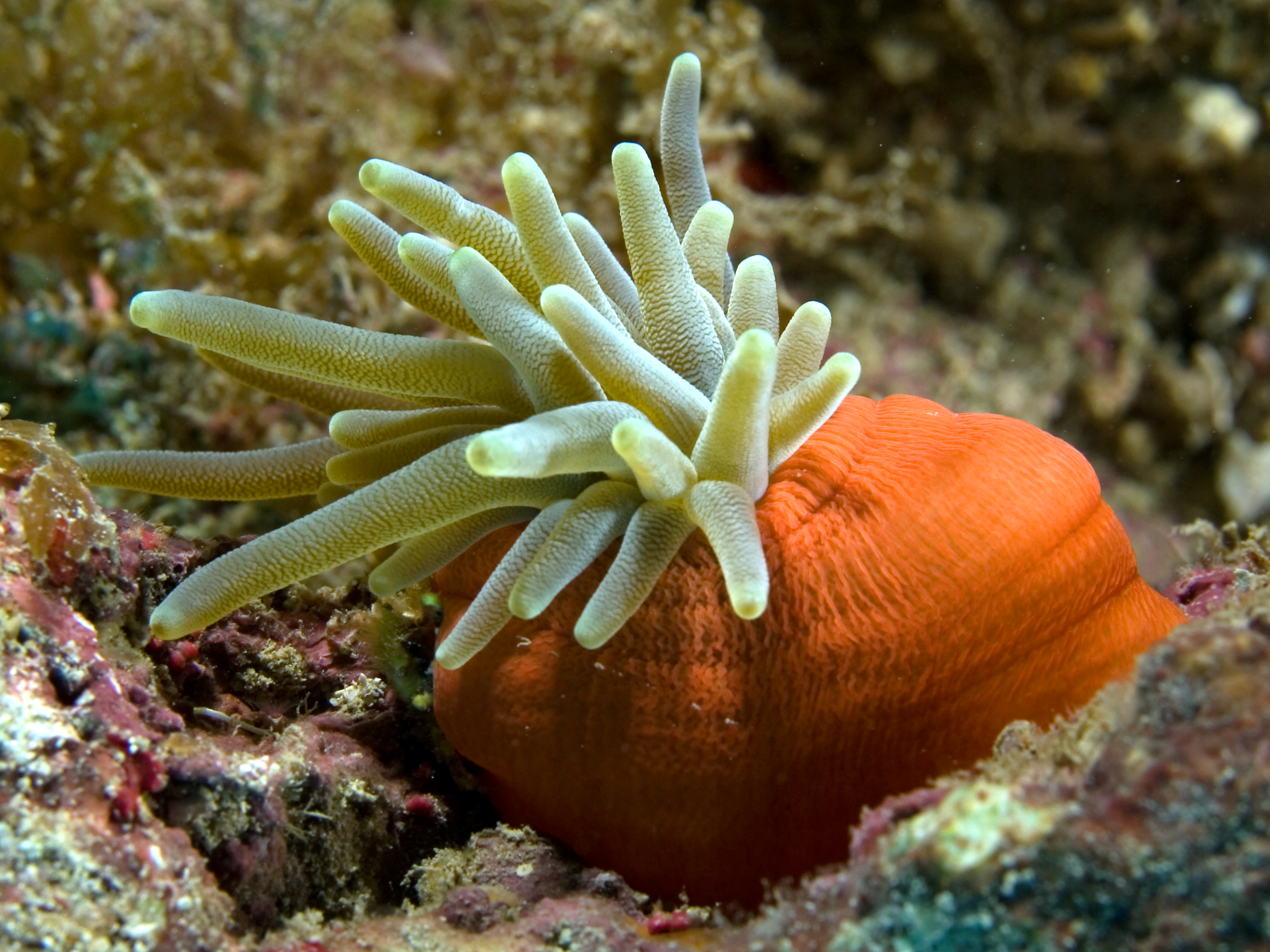